# Heteroscada gazoria
Heteroscada gazoria är en fjärilsart som beskrevs av Jean Baptiste Godart 1819. Heteroscada gazoria ingår i släktet Heteroscada och familjen praktfjärilar. Inga underarter finns listade i Catalogue of Life.